# Voyager of the Seas
La Voyager of the Seas,è una nave da crociera dell'omonima classe, costruita nel 1999 nei cantieri Finnyards Aker Yards a Turku, in Finlandia, per la Royal Caribbean International.
Può gestire fino a 3114 passeggeri, e, insieme con le sue gemelle nella classe Voyager, è stata una delle più grandi navi passeggeri al mondo, superata oggi da diverse navi tra cui la Queen Mary 2, della Cunard Line, la Norwegian Epic e varie navi della Royal Caribbean International, tra cui la nave più grande al mondo, la Icon of the Seas.

## Descrizione
La Voyager of the Seas è comunemente indicata come un "albergo galleggiante" per via della vasta gamma di servizi che offre, insieme ad alcuni primati mondiali per le navi da crociera quando la nave è stata lanciata. Voyager è la prima nave da crociera al mondo a disporre di una pista di pattinaggio su ghiaccio e di una parete di arrampicata su roccia a muro. Durante le prime settimane della Voyager in mare, vi erano dubbi sulla efficacia della pista di pattinaggio perché il ghiaccio si sarebbe screpolato a causa della instabilità della nave e dei tubi di ventilazione caldi sul ponte sottostante, anche se queste voci si sono rivelate infondate e oggi il ghiaccio viene utilizzato normalmente in tutta la crociera.
Un'altra caratteristica innovativa di Voyager of the Seas è la prima Royal Promenade, che è una strada con pavimento in marmo che si estende poco più di 3/4 della lunghezza della nave con molti negozi caratteristici e ristoranti. Questa zona è il cuore della nave per l'attività serale, insieme con il teatro di tre piani 'La Scala' che viene utilizzato per la produzione di spettacoli.
Quasi tutte rivolte verso l'esterno, le cabine dispongono di balconi così come un servizio innovativo televisione interattiva.